# Courtemaîche

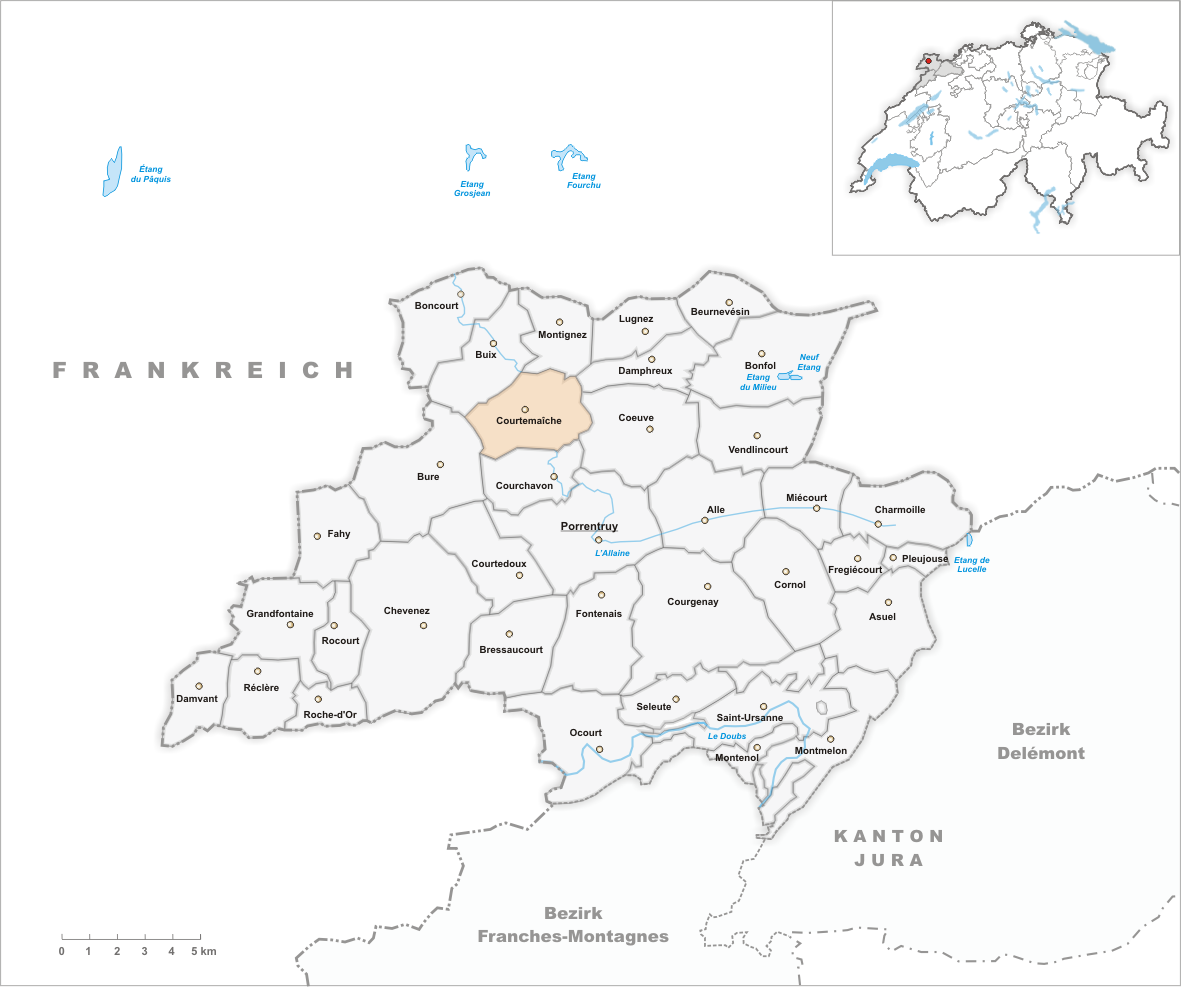
Gemeindestand vor der Fusion am 1. Januar 2009

Courtemaîche (französisch [kuʀtəmɛʃ], im einheimischen Dialekt [(a) kwɛʧˈmɛːʧ]) ist ein Dorf und eine ehemalige politische Gemeinde in Basse-Allaine im Distrikt Porrentruy  des Kantons Jura in der Schweiz.

## Geographie
Courtemaîche liegt auf 398 m ü. M., fünf Kilometer nordnordwestlich des Bezirkshauptorts Porrentruy (Luftlinie). Das Dorf erstreckt sich leicht erhöht am westlichen Talrand der Allaine, in der Ajoie (deutsch Elsgau).
Die Fläche des 8,9 km² grossen ehemaligen Gemeindegebiets umfasst im zentralen Teil die bis zu 700 m breite Talniederung der Allaine, die in die Tafeljurahochflächen der Ajoie eingetieft ist. Im Osten reicht das Gebiet auf den Höhenrücken (bei Les Montcovets 527 m ü. M.) zwischen der Allaine und der Coeuvatte, der vorwiegend mit Wald bestanden ist. Nach Westen erstreckte sich das Gemeindegebiet auf die Höhe von Bure und erreicht auf dem Tcherteau mit 612 m ü. M. den höchsten Punkt von Courtemaîche. Von dieser Höhe öffnen sich mehrere kleine Täler zur Allaine hin. Von der Gemeindefläche entfielen 1997 8 % auf Siedlungen, 52 % auf Wald und Gehölze, 38 % auf Landwirtschaft; und ungefähr 2 % war unproduktives Land, das zum Waffenplatz von Bure gehört.
Zu Courtemaîche gehören die links der Allaine liegenden Häuser des Weilers Grandgourt (389 m ü. M.) sowie mehrere Einzelhöfe. Nachbargemeinden von Courtemaîche waren Bure, Buix, Montignez, Damphreux, Coeuve und Courchavon.

## Bevölkerung
Mit 630 Einwohnern (Ende 2007) gehört Courtemaîche zu den mittelgrossen Gemeinden des Kantons Jura. Von den Bewohnern sind 93,7 % französischsprachig, 5,1 % deutschsprachig und 0,8 % portugiesischsprachig (Stand 2000). Die Bevölkerungszahl von Courtemaîche belief sich 1850 auf 426 Einwohner, 1900 auf 680 Einwohner. Nach einem Höchststand um 1910 mit 779 Einwohnern wurde im Verlauf des 20. Jahrhunderts insgesamt ein rückläufiger Trend verzeichnet.

## Wirtschaft
Courtemaîche ist noch landwirtschaftlich geprägt. Seit der Mitte des 20. Jahrhunderts entstanden einige Wohnquartiere. Ausserhalb der Landwirtschaft gibt es im lokalen Kleingewerbe (Getriebemontage, Uhrengehäuseschleiferei) einige Arbeitsplätze. Viele Erwerbstätige sind aber Wegpendler und arbeiten in Porrentruy oder in Boncourt.

## Verkehr
Courtemaîche lag an der rege befahrenen Hauptstrasse von Porrentruy via den Grenzübergang Boncourt nach Belfort oder Montbéliard in Frankreich. Das Teilstück der Autobahn A16 zwischen Porrentruy-Ouest und Boncourt wurde am 21. August 2014 in Betrieb genommen. Seither ist das Dorf vom Durchgangsverkehr entlastet.
Am 23. September 1872 wurde durch die PD die Eisenbahnstrecke Porrentruy–Delle mit einem Bahnhof in Courtemaîche eröffnet. Dieser befindet sich aber ein Stück ausserhalb des Dorfes auf der anderen Talseite der Allaine. Von Courtemaîche wurde eine Eisenbahn-Zweigstrecke für Militärtransporte zum Waffenplatz von Bure gebaut, die am 19. März 1968 eröffnet wurde.

## Geschichte
Die Gegend des Allaine-Tals, die zahlreiche grössere und kleinere Höhlen aufweist, war bereits während des Neolithikums und in der Eisenzeit besiedelt. Siedlungsspuren aus dieser Zeit fand man in den Grotten von La Bâme bei Courtemaîche.
Das Dorf wird im 12. Jahrhundert mehrfach erwähnt als Cordemasche/Cordomache/Cordemacha/Cordomasge. Der Ortsname ist vermutlich eine Zusammensetzung aus rom. corte ‚Hof, Landgut, Weiler‘ und einem germanischen Personennamen *Domaska. Courtemaîche teilte die wechselvolle Geschichte der Ajoie, die 1271 zum ersten Mal an das Fürstbistum Basel kam. Das Dorf unterstand vom 16. bis zum 18. Jahrhundert dem Meieramt Bure. Im Dreissigjährigen Krieg wurde der Ort gebrandschatzt. Von 1793 bis 1815 gehörte Courtemaîche zu Frankreich und war anfangs Teil des Département du Mont-Terrible, ab 1800 mit dem Département Haut-Rhin verbunden. Durch den Entscheid des Wiener Kongresses kam der Ort 1815 an den Kanton Bern und am 1. Januar 1979 an den neu gegründeten Kanton Jura. Die Gemeinde wurde mit Wirkung auf den 1. Januar 2009 mit Buix und Montignez zur neuen Gemeinde Basse-Allaine vereinigt.

## Sehenswürdigkeiten
Die Pfarrkirche Saint-Timothée-et-Saint-Symphorien wurde 1855 im neoklassizistischen Stil an der Stelle eines Vorgängerbaus von 1627 neu gebaut. Im Ortskern bilden die typischen Bauernhöfe aus dem 19. Jahrhundert eine architektonische Einheit. Der ehemalige Gutshof der Familie de Couthenans stammt von 1530. Nördlich des Dorfes befindet sich die spätgotische Kapelle Saint-Symphorien.

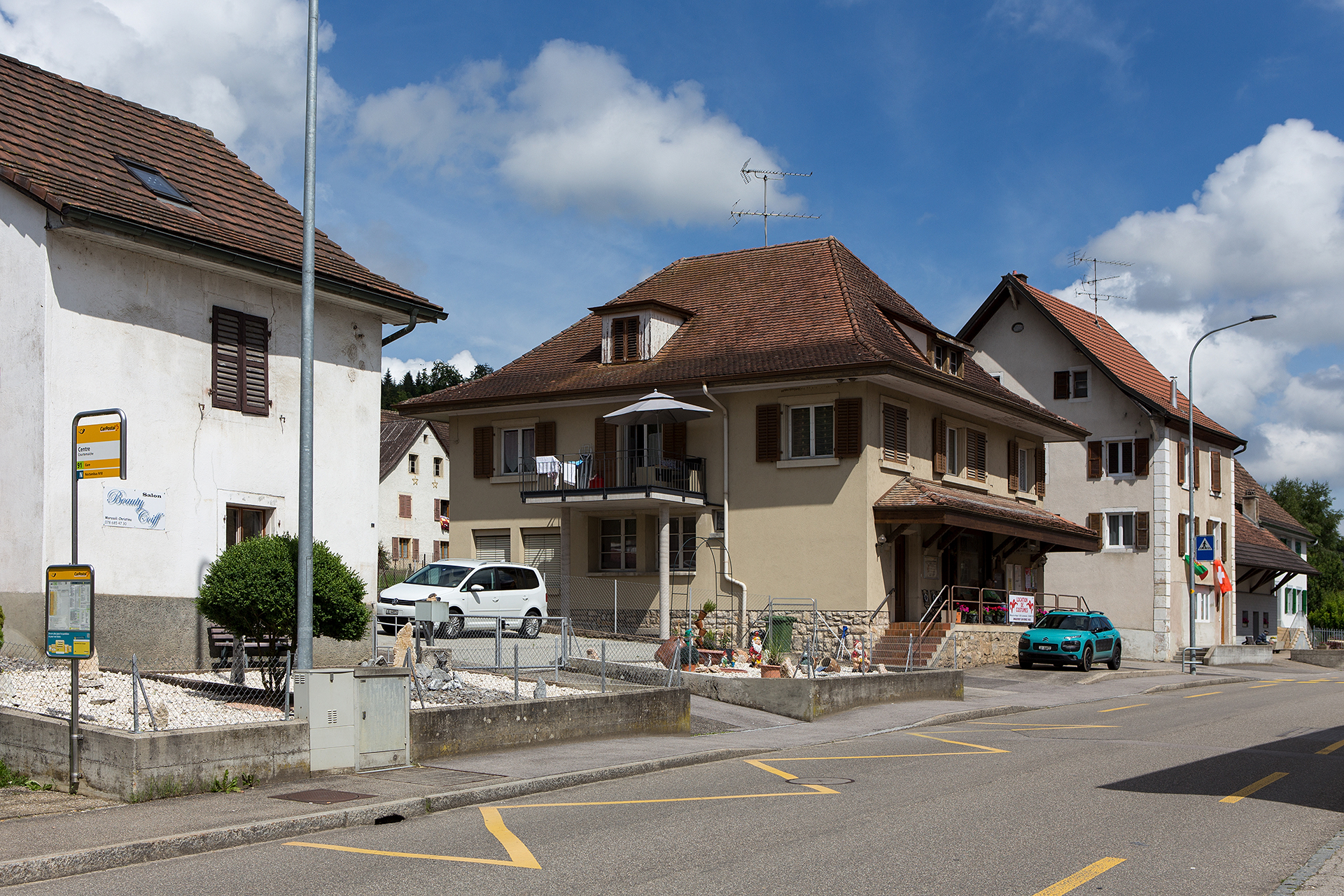
Zentrum
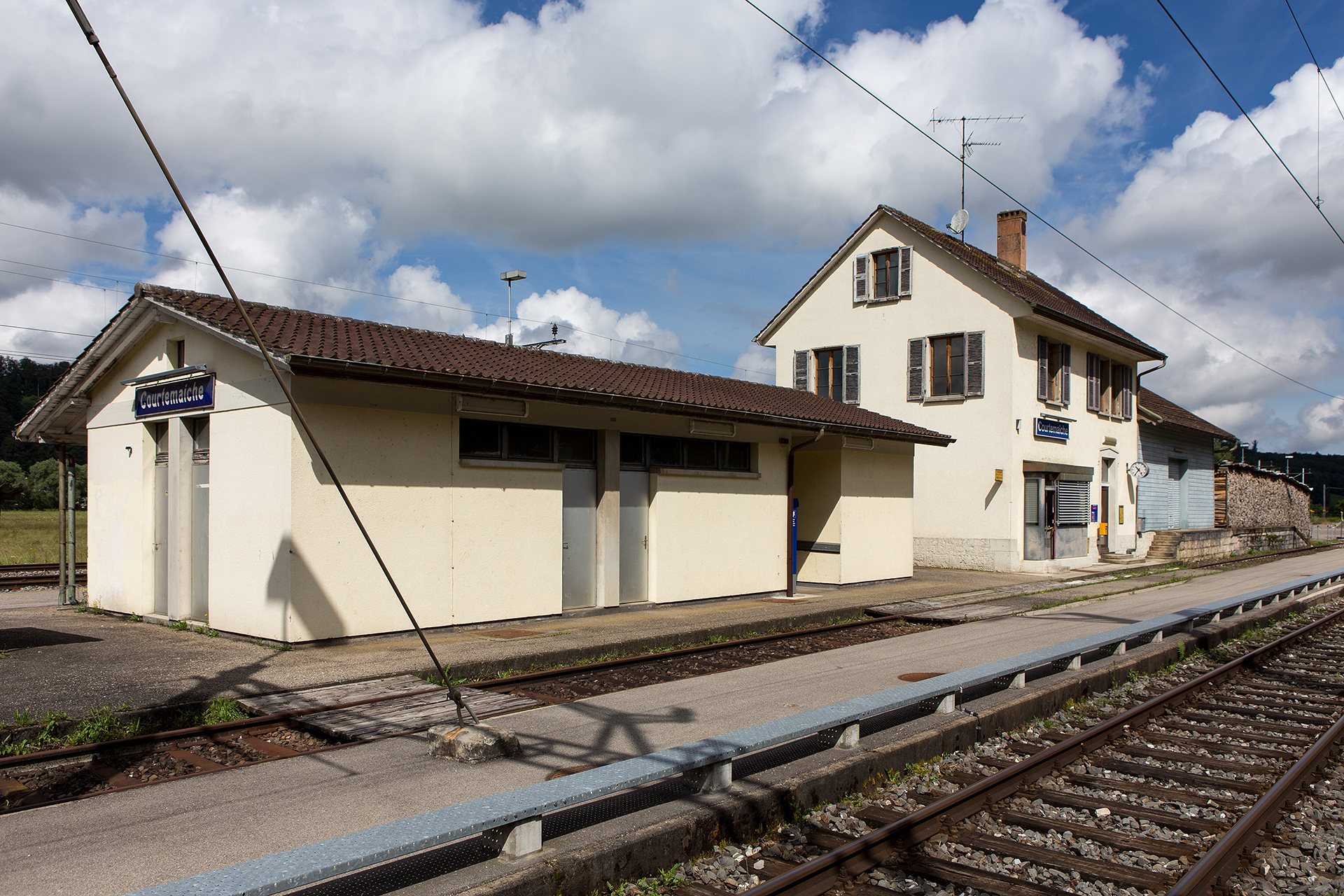
Bahnhof
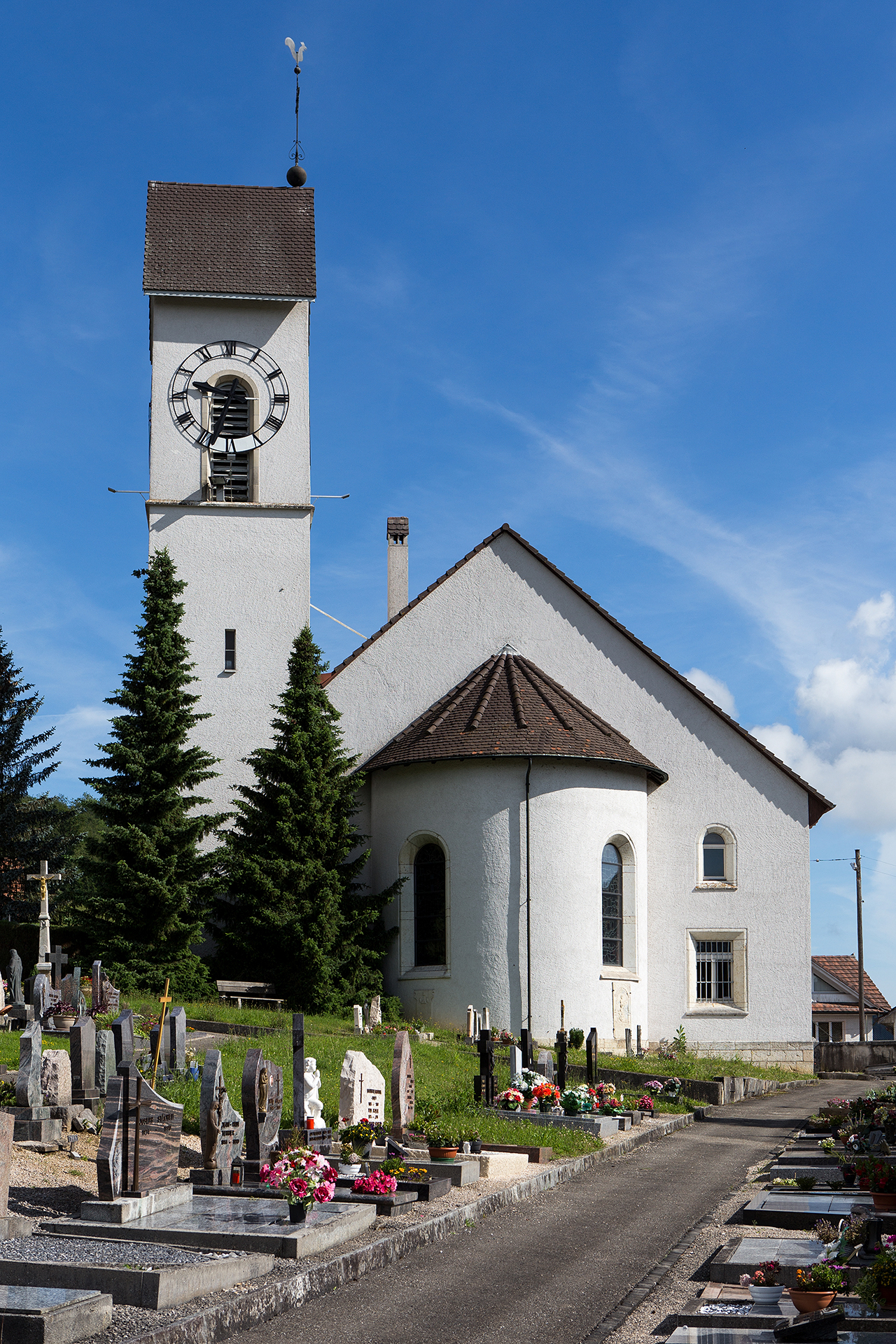
Kirche
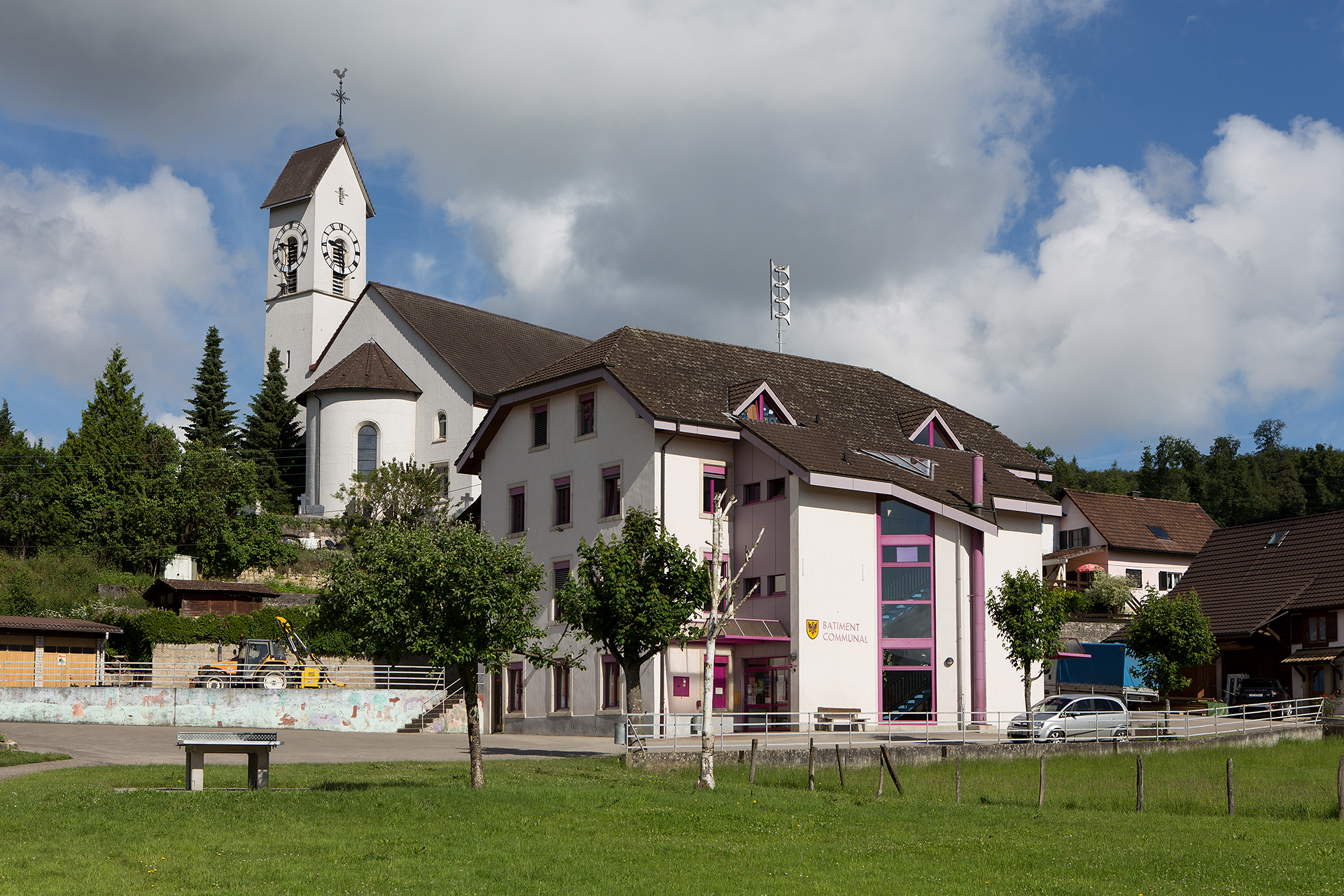
Schulhaus
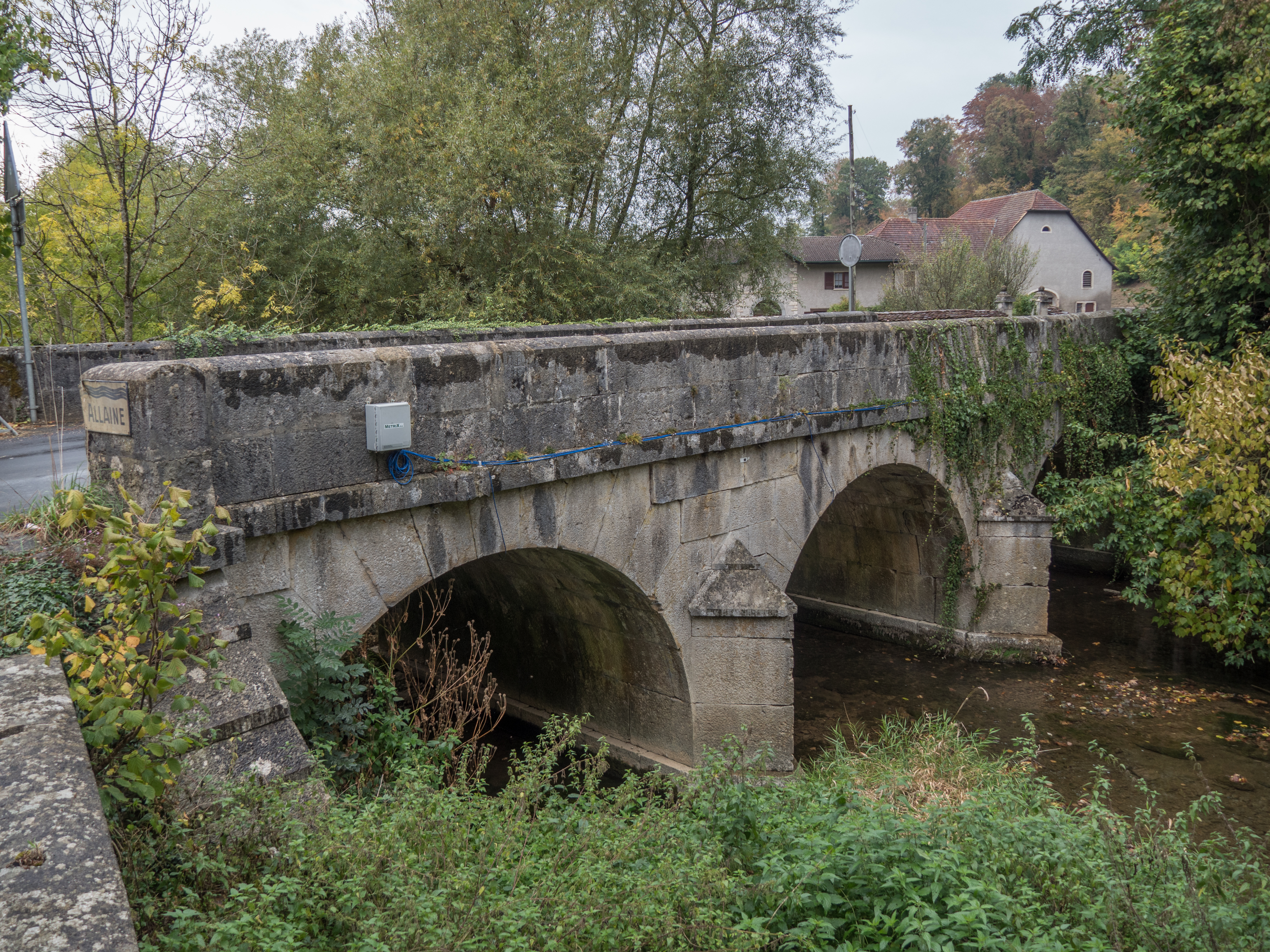
Steinbogenbrücke von 1770 über die Allaine bei Grandgourt

## Persönlichkeiten
Der SP-Politiker Helmut Hubacher (1926–2020) lebte mit seiner Frau Gret in Courtemaîche.